# Meerbeke (Evergem)
Meerbeke is een landelijk gehucht en een straat in de Belgische gemeente Evergem. Meerbeke ligt tussen de dorpen Sleidinge en Wippelgem. 
Het gehucht bestaat voornamelijk uit een aantal oude boerenhoven die aan de gelijknamige straat gelegen zijn. Centraal in het gehucht ligt een driesprong, van waaruit 't Groentjen naar Evergem leidt. Ook is er de doodlopende Schauwerkensstraat.

## Geschiedenis
Het gehucht staat op de Ferrariskaart uit de jaren 1770 aangeduid als Meerbeke, met daar rond gehuchtjes als Het Hulleken en Vierlinden.

## Evenementen
- In de maand mei vindt er een bedevaart plaats waarbij de aan Onze-Lieve-Vrouw gewijde kapelletjes in Meerbeke worden bezocht.
- De jaarlijkse kermis is de Schranskenskermis, die in oktober plaatsvindt.

Deelgemeenten: Ertvelde · Evergem · Kluizen · Sleidinge

Overige dorpen: Belzele · Doornzele · Kerkbrugge-Langerbrugge · Rieme · Wippelgem

Wijken en gehuchten: Daasdonk · Hoeksken · Hulleken · Kerkbrugge · Langerbrugge · Meerbeke · Molenhoek · Oostmoer · Singel · Tervenen · Weegse · Zandeken

Belgische gemeenten · Arrondissement Gent · Oost-Vlaanderen · Vlaanderen